# Kanton Laurière
Kanton Laurière (francouzsky Canton de Laurière) je francouzský kanton v departementu Haute-Vienne v regionu Limousin. Tvoří ho šest obcí.

## Obce kantonu
- Bersac-sur-Rivalier
- Jabreilles-les-Bordes
- La Jonchère-Saint-Maurice
- Laurière
- Saint-Léger-la-Montagne
- Saint-Sulpice-Laurière